# 通古斯人種

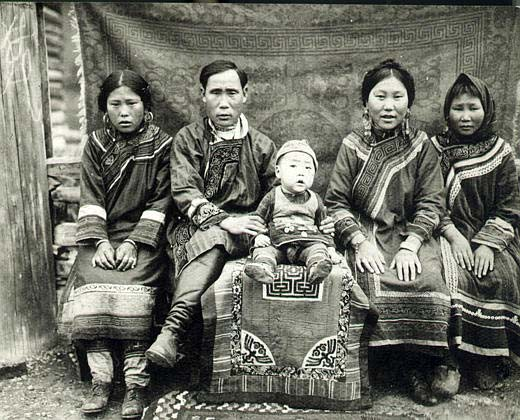
通古斯人種一支：赫哲族

通古斯人種，是蒙古人種北支的一個分支，主要分布於西伯利亞和滿洲地區。
通古斯人種可分為南支與北支。南支以满族與赫哲族、錫伯族為代表。北支以鄂温克人為代表。體质特征上，南北兩支有联系也有区别，北通古斯的鄂伦春族、鄂温克族是古满洲类型，而南通古斯的满洲族、赫哲族属貝爾兹説的滿洲-華北類型，身型高细，長脸。有時愛斯基摩人也被劃入通古斯人種，但多數劃入亞北極人種。